# 이호중
이호중(李昊重, 1992년 10월 3일 ~ )은 전 KBO 리그 NC 다이노스의 투수이다.

## NC 다이노스시절
2014년 6월 30일 1차 지명됐고, 7월 22일에 2억원의 계약금으로 입단 계약을 맺었다.
2015년 시즌 스프링캠프 직전에 개인 운동을 하다가 허리 부상을 입어 스프링캠프에 참가하지 못했다. 그를 대신해서 박민석이 합류했다.
시즌 후 11월 19일에 사회복무요원으로 대체 복무했고, 2017년 11월 18일에 제대하였다. 2020년 8월 29일 SK전에서 구원 등판하며 데뷔 첫 경기를 치렀고, 경기에서 0.1이닝 3실점을 기록했다.

## 출신 학교
- 서울이수초등학교
- 이수중학교
- 배명고등학교
- 경희대학교

## 통산 기록
| 연도 | 팀명  | 평균자책점 | 경기 | 완투 | 완봉 | 승 | 패 | 세 | 홀 | 승률 | 타자 | 이닝 | 피안타 | 피홈런 | 볼넷 | 사구 | 탈삼진 | 실점 | 자책점 |
| ---- | ----- | ---------- | ---- | ---- | ---- | -- | -- | -- | -- | ---- | ---- | ---- | ------ | ------ | ---- | ---- | ------ | ---- | ------ |
| 2020 | NC    | 6.23       | 4    | 0    | 0    | 0  | 0  | 0  | 0  | -    | 23   | 4.1  | 7      | 1      | 2    | 1    | 3      | 3    | 3      |
| 통산 | 1시즌 | 6.23       | 4    | 0    | 0    | 0  | 0  | 0  | 0  | -    | 23   | 4.1  | 7      | 1      | 2    | 1    | 3      | 3    | 3      |